# SN 2003br
SN 2003br – supernowa typu II odkryta 7 marca 2003 roku w galaktyce M-05-34-18. W momencie odkrycia miała maksymalną jasność 17,40m.